# تيوفو بكالا
تيوفو بـَكـّالا (Teuvo Pakkala؛ أولو، 9 أبريل 1862 - كووبيو، 17 مايو 1925) كاتب ومسرحي و مراسل ولغوي و معلم فنلندي .
يعتبر بـَكـّالا أحد واقعيي ثمانينات وتسعينات القرن التاسع عشر، كما أنه كثيراً ما سـُمي بالطبيعي. ويلاحظ بصفة خاصة تـُذكر أعمال بـَكـّالا خصوصاً بتصويرها للأطفال.

## روابط خارجية
- تيوفو بكالا على موقع IMDb (الإنجليزية)
- تيوفو بكالا على موقع ميوزك برينز (الإنجليزية)
- تيوفو بكالا على موقع قاعدة بيانات الفيلم (الإنجليزية)
- تيوفو بكالا على موقع كينوبويسك (الروسية)